# برازيل انيمادو
برازيل انيمادو (بالبرتغالية: Brasil Animado‏) هو فيلم رسوم متحركة برازيلي من إخراج ماريانا كالتابيانو ومن إنتاج إيماجيم فيلمس عام 2011. ويعتبر فيلم برازيل انيمادو أول فيلم برازيلي متكامل صنع بأكمله باستخدام التقنية ثلاثية الأبعاد.

## القصة
تدور أحداث القصة حول كلبين يسافر إلى الولايات البرازيل.

## طاقم التمثيل
- إدواردو جارديم
- فرناندو ميريليس
- دايان دوس سانتوس
- ارييل وولينجر
- ماريانا كالتابيانو

## إنتاج

### التصوير
صُوِّرَت المشاهد في ريو دي جانيرو، سلفادور، ساو باولو، فوز دو إيغواسو، أورو براتو، جرامودا، برازيليا، فلوريانوبوليس ومدن أخرى.

## الصدور
على أومليت حصل الفيلم على متوسط تقييم 5/2. على أدوروسينما حصل الفيلم على متوسط تقييم 5/3.0 بناءً على 1 مراجعة و 31 ملاحظات.

## الميزانية والإيرادات
بلغت تكلفة إنتاج الفيلم حوالي 3 مليون ريال بينما حقق إيرادات تقدر بـ 1.014.270 ريال.

## وصلات خارجية
- برازيل انيمادو على موقع IMDb (الإنجليزية)
- برازيل انيمادو على موقع قاعدة بيانات الفيلم (الإنجليزية)
- برازيل انيمادو على موقع ليتربوكسد (الإنجليزية)
- برازيل انيمادو على موقع كينوبويسك (الروسية)